# Кулонж-Коан
Кулонж-Коа́н (фр. Coulonges-Cohan) — коммуна во Франции, находится в регионе Пикардия. Департамент коммуны — Эна. Входит в состав кантона Фер-ан-Тарденуа. Округ коммуны — Шато-Тьерри.
Код INSEE коммуны — 02220.

## Население
Население коммуны на 2010 год составляло 428 человек.
| 1962 | 1968 | 1975 | 1982 | 1990 | 1999 | 2010 |
| ---- | ---- | ---- | ---- | ---- | ---- | ---- |
| 480  | 423  | 367  | 389  | 384  | 370  | 428  |

## Экономика
В 2010 году среди 272 человек трудоспособного возраста (15—64 лет) 211 были экономически активными, 61 — неактивными (показатель активности — 77,6 %, в 1999 году было 73,7 %). Из 211 активных жителей работали 185 человек (99 мужчин и 86 женщин), безработных было 26 (14 мужчин и 12 женщин). Среди 61 неактивных 23 человека были учениками или студентами, 24 — пенсионерами, 14 были неактивными по другим причинам.